# Pedro Nicolás Bermúdez Villamizar
Pedro Nicolás Bermúdez Villamizar CIM (* 8. Juni 1929 in Rubio; † 27. Oktober 2022 in Caracas) war ein venezolanischer Ordensgeistlicher und römisch-katholischer Weihbischof in Caracas.

## Leben
Bermúdez trat der Ordensgemeinschaft der Eudisten bei und empfing am 15. August 1953 die Priesterweihe. Er war als Lehrer und Ausbilder in den Seminaren von Maracaibo, San Cristóbal, Mérida und Caracas tätig sowie Regens des Priesterseminars in Caracas. Er war Erzpriester der Marienwallfahrtsstätte Nuestra Señora del Rosario de Baruta, Provinzoberer der Eudistenpatres in zwei aufeinanderfolgenden Perioden und mit Aufgaben in der Ordenszentrale in Rom betraut.
Papst Johannes Paul II. ernannte ihn am 15. Februar 1997 zum Weihbischof in Caracas und Titularbischof von Lamsorti. Der Erzbischof von Caracas, Antonio Ignacio Velasco García SDB, spendete ihm am 19. April desselben Jahres die Bischofsweihe; Mitkonsekratoren waren Miguel Antonio Salas Salas CIM, Alterzbischof von Mérida, und Vicente Ramón Hernández Peña, Bischof von Trujillo. Er war 2003 apostolischer Administrator im Erzbistum Caracas.
Am 17. Januar 2009 nahm Papst Benedikt XVI. seinen altersbedingten Rücktritt an. Pedro Nicolás Bermúdez Villamizar starb am 27. Oktober 2022 im Alter von 93 Jahren in Caracas.